# Политическая система Швеции
Швеция является конституционной монархией. Главой государства является король. Государство управляется правительством во главе с премьер-министром, который выбирается парламентом — Риксдагом. Парламент переизбирается всеобщим голосованием каждые четыре года. Нынешним королём Швеции с 1973 года является Карл XVI Густав.
Исполнительная власть принадлежит правительству, законодательная — народному представительству (Риксдагу). Судебная власть Швеции является независимой.
Популярность шведской модели правления покоится на старых традициях. Шведский риксдаг ведёт происхождение от древней судебной системы германских народов, тингов и выборов королей в эпоху викингов.
Старейшие исторически достоверные сведения о монархии в Швеции обнаружены в легендах о королевстве свеев, относящихся к IX веку. Эти легенды содержат описание путешествий христианского миссионера Ансгария в торговый центр государства свеев — Бирку. Однако точные имена шведских королей известны только с периода около 980 года.
Правительство Швеции придерживается принципов парламентаризма (юридически с 1975 года, а фактически с 1917 года).

## Исторический фон
В период раннего Средневековья власть короля была ограничена и сводилась в основном к функции командующего войсками во время войны. Настоящая политическая власть принадлежала «лагманам», возглавляющим различные провинции, которые ещё в XIII веке были в большинстве своём самостоятельными административными единицами. Однако с помощью церкви центральная власть укреплялась. Это выразилось, в частности, в том, что во второй половине XIII века были введены законы, общие для всего королевства, так же как Великая хартия вольностей Магнуса Эрикссона, заменившая в 1350 году законы отдельных провинций.
Хартию Магнуса Эрикссона, вошедшую в свод законов страны, часто называют первой шведской конституцией. Она содержит предписания относительно выборов короля, а также задач и полномочий его совета.
В период Средневековья шведские короли были выборными. Знать, в течение XIV и XV веков став настоящей аристократией, получила большую политическую власть в результате своего влияния на выборы короля. Швеция становилась феодальным государством. Но до того, как её развитие стало таким же, как и в остальной Европе шведские монархи пытались укрепить центральную власть с помощью бюргеров и крестьян-землевладельцев. В XV веке это привело к созданию риксдага (парламента), состоявшего из представителей четырёх сословий: знати, духовенства, бюргеров и крестьян-землевладельцев. Во время правления Густава Васы (1521—1560) монархия окончательно укрепилась, и королевский трон стал передаваться по наследству. Это было время Реформации, когда король сделал себя главой шведской церкви, и управление страной стало крайне централизованным, следуя немецкому образцу.

## Королевский абсолютизм
Как и в большинстве европейских стран, в XVI и XVII века Швеция характеризовались появлением всё более эффективной и централизованной администрации. В военном и международном отношении положение Швеции резко изменилось после того, как она вступила в Тридцатилетнюю войну во время правления короля Густава II Адольфа (1611—1632). В результате своих военных успехов Швеция стала великой державой и ведущим государством северной Европы. Хотя риксрод (государственный совет) в то время обладал большим влиянием — например, в царствование королевы Кристины и короля Карла XI — власть короля становилась всё более неограниченной, и с 1680 года король стал Божьей милостью всесильным правителем. Важной вехой этого периода была Конституция 1634 года, которую риксрод использовал для защиты остающихся у него полномочий. Однако ни один из последующих монархов, таких как королева Кристина (годы правления 1644—1654), Карл X Густав (годы правления 1654—1660) или Карл XI (годы правления 1672—1697) не считал себя связанным этой конституцией, и на сессии риксдага 1680 года эта конституция была формально аннулирована и провозглашена абсолютная власть короля. Государственный совет был заменён Королевским советом, всецело подчинённым королю.

## «Эра свобод»
Неудачи и поражения в Северной войне (1700—1721) и смерть Карла XII в 1718 году привели к бурной реакции против королевского абсолютизма, который при Карле XI и Карле XII развился в настоящую диктатуру. Требования новой формы правления нашли своё выражение в конституции 1720 года. По этой конституции власть короля была сведена всего к двум голосам в риксроде, ведущий член которого, президент канцелярии, стал фактически главой правительства. Совет, в свою очередь, был ответственен перед риксдагом, и в течение так называемой «Эры свобод» (1720—1772) форма правления развивалась в парламентском направлении, то есть риксрод представлял большинство в риксдаге и его состав изменялся в соответствии с составом этого большинства. В то же время улучшалось положение недворянских сословий. Когда разногласия в риксдаге перешли в конфликт между дворянами и низшими сословиями, Густав III (годы правления 1771—1792) при поддержке большинства дворян, с помощью государственного переворота в 1772 году захватил власть.

## Густавианское самодержавие
В густавианский период (1772—1809) власть короля ещё более укрепилась. Полное неприятие Густавом III и Густавом IV Адольфом французской революции с её идеями разделения власти, конституционализма и демократии явилось причиной конфликта с большей частью как аристократии, так и разночинцев в Швеции. Это привело к убийству Густава III в 1792 году в результате заговора группы дворян, фанатически сопротивлявшихся самодержавному правлению короля. Поражение в войне против России (1808—1809), когда была потеряна Финляндия, привело к государственному перевороту, свержению Густава IV Адольфа и принятию новой конституции.

## Монархия в Конституции 1809 года
Конституция 1809 года действовала до 1975 года и была, таким образом, четвёртой в мире после конституции США, Речи Посполитой и Франции (см. Конституция Франции 1791 года ). Она была сформулирована в соответствии с теорией Монтескьё о разделении власти, с учётом конституционного развития Швеции. Король был единственным правителем страны, но при нём был Совет министров, который должен был подписывать, то есть утверждать все решения. Законодательная власть была поделена поровну между королём и риксдагом, в то время, как взимать налоги мог только риксдаг.

## Первый Бернадот
После переворота 1809 года, когда был свергнут Густав IV Адольф, королём стал его дядя, герцог Карл, вступивший на трон под именем Карла XIII. Так как Карл XIII был стар и не имел детей, необходимо было найти ему преемника. Сначала выбор пал на датского принца Карла Августа Аугустенбургского, но вскоре по прибытии в Швецию он умер, и в 1810 году наследником шведского престола был избран французский маршал Жан Батист Бернадот, принявший имя Карла Юхана. Одной из причин этого выбора было желание вступить в союз с Францией и Наполеоном, в надежде получить поддержку последнего и отвоевать обратно Финляндию. После своего прибытия в Швецию наследный принц Карл Юхан фактически стал королём государства. В 1812 году он начал проводить совсем иную политику, присоединился к коалиции против Наполеона, по Кильскому мирному договору отвоевал Норвегию у Дании и после недолгой кампании вынудил Норвегию вступить в унию со Швецией в 1814 году. Уния просуществовала до 1905 года.
Прибытие Карла Юхана в Швецию стало также началом новой эры во внутренней политике. Толкование Конституции 1809 года и практические мероприятия, осуществляемые в её рамках, в большей степени носят отпечаток личных идей и желаний короля на протяжении всего его правления (1818—1844).
Сам Карл Юхан обязан своей карьерой французской революции. Без неё он, не будучи дворянином, никогда не поднялся бы выше унтер-офицерского чина. И всё же, несмотря на своё происхождение и карьеру, Карлу Юхану было трудно с самого начала терпеть ограничения его власти, записанные в шведской конституции. Даже в бытность его наследным принцем он действовал наперекор более независимым членам Совета.
Когда после смерти Карла XIII в 1818 году он стал королём, Карл XIV Юхан всё чаще выбирал своих министров среди лояльных бюрократов, выполнявших его приказы без возражений. С течением времени он становился всё более самовластным. Прежний революционер превращался в единовластного монарха старого стиля.

## На пути к парламентаризму и демократии
С распространением либерализма в середине XIX века началась борьба, связанная с вопросом о личной власти короля. С того момента, как наследный принц Карл принял правление в 1857 году и до окончательной капитуляции Густафа V перед требованиями парламентаризма и демократии в 1918 году борьба за королевскую власть была основной темой истории шведских монархов.
Несмотря на то, что после департаментской реформы 1840 года статус министров укрепился (теперь каждый министр возглавлял свой департамент), они в основном оставались служащими короля в течение правления Оскара I (1844—1859). Он их назначал, и они политически зависели от него. Совет как самостоятельный фактор власти играл подчинённую роль. Настоящего кабинета министров в полном смысле этого слова при Оскаре I не было.
Ситуация изменилась во время правления Карла XV (1859—1872). С самого начала Совет выступал как единое целое и во многих случаях играл решающую роль в шведской политике. Например, в таких жизненно важных вопросах как отношения с Норвегией в период 1858—1860 и помощь Дании в войне с Германией в 1864 году. Что же касается парламентской реформы 1866 года, то именно Совет и риксдаг, а не король, формировали шведскую политику и в критических ситуациях принимали окончательные решения.
Оскар II (правил 1872—1907), наоборот, стремился играть более активную роль в руководстве развитием, чем его брат и предшественник. По своей инициативе он встречался с ведущими политиками и старался оказывать на них влияние в частных беседах. В своих отношениях с Советом он старался использовать королевскую власть для утверждения своего мнения при принятии политических решений.
Однако стремления Оскара II утвердить свою личную власть не увенчались большим успехом. Главным образом потому, что после реформы 1866 года, означающей упразднение старого сословного и создание нового двухпалатного риксдага, риксдаг становился всё сильнее и поддерживал Совет против короля.
Ограничение избирательного права и выборные цензы, записанные в Акте о Риксдаге 1866 года означали, что первая палата была форумом для помещиков, крупных чиновников, коммерсантов и промышленников, а во второй палате в большинстве были крестьяне-землевладельцы.
Требования первой палаты об усилении обороны страны и расширении государственной администрации плохо увязывались со строгой экономией и политикой, направленной против субсидий, которую проводила вторая палата, а также с её настоятельными требованиями упразднить поземельный налог. Политическая жизнь превращалась в окопную войну между палатами риксдага. Инициативы короля, в большинстве своём консервативного характера, касающиеся в основном вопросов перевооружения и повышения зарплаты государственным служащим, были сведены на нет оппозицией второй палаты. Лишь в 1890-е годы был найден компромисс и стало возможным решить проблему поземельных налогов и обороны. Но за этим стоял уже не король, а его премьер-министр. Власть ускользала из рук стареющего короля.
В конце концов Оскар II отступил в борьбе за личную королевскую власть. Однако финальная битва разыгралась позднее — в царствие его преемника, Густафа V.
Когда Густаф V стал королём в 1907 году, он воздержался от коронации и таким образом стал первым некоронованным королём на шведском троне. Но этот его жест вряд ли можно считать признаком демократизации его взглядов. Это скорее была реакция на пристрастие Оскара II к разного рода церемониям, так как Густаф V не любил участвовать в таких спектаклях.
Но в то же время он был готов к борьбе за статус короля как такового. Первые десять лет царствования Густафа V были отмечены его усилиями утвердить личную власть монарха. Конфликт достиг своей высшей точки в 1914 году, когда Густаф V произнёс свою знаменитую речь с балкона дворца.
Основным пунктом речи был вопрос об обороне страны. Король требовал немедленно принять решение об усилении вооружённых сил Швеции, в то время, как либеральное правительство, пришедшее к власти отчасти потому, что обещало разоружение, хотело действовать постепенно. В поддержку короля в вопросе о вооружённых силах в феврале 1914 года был организован так называемый «крестьянский поход», в котором приняли участие более 30 000 крестьян со всех концов страны. Они собрались во дворе королевского дворца в Стокгольме.
Но крестьянский поход сам по себе не был причиной острого политического кризиса с последующей затем сменой правительства, роспуском риксдага и новыми всеобщими выборами. Причиной была речь короля к крестьянам, в которой он высказывал те же требования, что и они, — немедленно укрепить вооружённые силы страны.
Речь короля была попыткой применить внепарламентские методы для осуществления своей воли в вопросе обороны, не принимая во внимание законное правительство страны. Причиной конфликта стал теперь не столько вопрос обороны. Теперь также — и прежде всего — это был вопрос о том, кто же в действительности управляет страной — лично король или правительство во главе с премьер-министром.
С современной точки зрения, в свете толкования Конституции, общепринятого в течение многих десятилетий, король Густаф V превысил свою власть, когда он выступил с этой речью без согласия правительства. Однако до Первой мировой войны шведская конституция отличалась от современной. В 1914 году положение конституции, гласившее, что «король единолично управляет государством», не было пустой фразой.
В обращении к крестьянам с балкона своего дворца Густаф V убедительно и искусно выступал в защиту личной власти короля, и всё же, борьба за королевскую власть была обречена на поражение. Будущее принадлежало демократии и парламентаризму.
Акция Густафа V легко могла привести к дальнейшим поражениям. Требования отречения короля и провозглашения республики уже носились в воздухе. Но Густафа V спасла сама проблема, в связи с которой он предпринял свою акцию — оборона страны. Относительно ситуации в Европе он оказался более проницательным, чем ведущие политики. В июне 1914 года прозвучал выстрел в Сараево. В августе разразилась Первая мировая война. Швеция объявила мобилизацию, и вопрос обороны был решён в духе единства.
Однако единоличная власть монарха канула в Лету.
На выборах 1917 года победили партии левого крыла, то есть либералы и социал-демократы. Густаф V должен был ещё раз признать либеральное правительство, на этот раз в коалиции с социал-демократами, впервые вошедшими в правительство. Не без колебаний допустил король в правительство представителей партии, в программе которой одним из пунктов было установление республики .
Таким образом, парламентаризм одержал окончательную победу; с тех пор риксдаг, а не король, решает, каким будет правительство Швеции. После окончания Первой мировой войны в конституцию был внесён ряд поправок, ещё более ослабивших позицию короля и означавших окончательную победу демократии.

## Демократическая монархия
Несмотря на поражение в борьбе за личную власть короля, Густав V снискал любовь народа во время своего правления (1907—1950). В годы Второй мировой войны он был символом единства нации. Это значит, что монархия своими корнями уходит в личную популярность короля.
Король Густав VI Адольф строго соблюдал правила относительно конституционной монархии, сформулированные во время его правления (1950—1973). Он, возможно, более, чем другие, и надо признать, немногие современные монархи, помог создать новый тип монархии — демократическую монархию.
Почти на протяжении всего царствования Густава VI Адольфа шла работа над новой конституцией, которая была принята в 1975 году вместо конституции 1809 года. В период подготовки конституционной реформы никто, возможно, не сыграл такой важной роли для сохранения монархии в Швеции, как Густав VI Адольф.
Есть несколько причин, почему, несмотря на требования провозглашения республики, ему удалось направить практически единодушное общественное мнение на пользу сохранения монархии. Основной причиной этого были личные качества короля.
Одним из факторов, имевших, несомненно, большое значение в этой связи, была широкая образованность Густава VI Адольфа и его интересы в областях, выходивших далеко за пределы его собственного «призвания». Так, его имя пользовалось глубоким уважением среди археологов.
Другим свойством личности короля, в высшей степени способствовавшим его популярности, была его естественная, непринуждённая манера общения с людьми. Он намеренно избегал церемониальности и пышности.
Большим вкладом Густава VI Адольфа в историю Швеции было то, что во время его правления он сумел трансформировать монархию в соответствии с изменениями в современном шведском обществе и таким образом создать условия для сохранения монархии в Швеции и членов династии Бернадотов на шведском троне.

## Монархия в конституции 1975 года
Положения конституции 1809 года, регулирующие обязанности короля, открываются словами: «Король единолично управляет государством». Это его право было ограничено лишь тем, что он был обязан консультироваться с Советом, который сам же и назначал.
Однако задолго до принятия новой конституции 1975 года процесс превращения Швеции в парламентарное и демократическое государство сделал право короля «единолично управлять государством» пустой фразой.
Конституция 1975 года открывается словами: «Вся государственная власть в Швеции исходит от народа», и, соответственно, вся политическая власть находится в руках риксдага и правительства.
По новой конституции обязанности короля состоят в следующем:
- Король является главой государства.
- Он открывает риксдаг каждый год в октябре.
- Он председательствует на специальных заседаниях кабинета министров при смене правительства, а также во время так называемых информационных заседаний кабинета, где члены правительства информируют его о текущих событиях в стране.
- Он является председателем Консультативного внешнеполитического комитета, то есть, комитета, избранного риксдагом для консультаций между правительством и риксдагом по внешнеполитическим вопросам.
- Король имеет наивысшее воинское звание. Однако вооружённые силы страны подчиняются только правительству.
- В качестве главы государства он принимает верительные грамоты от иностранных дипломатов и подписывает верительные грамоты шведских послов.

Согласно новой конституции, таким образом, обязанности короля носят в основном представительский и церемониальный характер. По просьбе правительства король принимает глав других государств и выезжает с государственными визитами в другие страны. Как правило, во время этих визитов короля сопровождают один или два члена правительства, которые обсуждают вопросы политики, экономики и культуры с представителями правительства принимающей страны.
Король обладает неприкосновенностью перед законом, то есть, не может быть привлечён к ответственности за свои поступки в соответствии с уголовным правом, однако ему может быть предъявлен иск в суде в соответствии с гражданским правом. Король обязан представлять декларацию о своих личных доходах и имуществе и платить налоги, как и все граждане Швеции.
Каждый год риксдаг решает, какая сумма будет выделена королю для выполнения его обязанностей. Члены королевской семьи имеют право голоса, но, по установившейся традиции, воздерживаются от голосования.

## Новый акт о престолонаследии
Согласно новому Акту о престолонаследии 1980 года, сменившему Акт 1810 года, шведский трон наследуется в порядке первородства, то есть трон наследует старший из детей короля и королевы, независимо от его пола. Таким образом, принцесса Виктория, родившаяся 14 июля 1977 года, является наследницей шведского трона.